# Anglo-Germania
Anglo-Germania war eine deutsch- und englischsprachige Wochenzeitschrift in King Williams Town in Südafrika 1857 bis 1858.

## Geschichte
Am 1. April 1857 erschien die erste Ausgabe der deutschsprachigen Zeitschrift Germania in King Williams Town. Sie war die zweite bekannte deutschsprachige Zeitung in Afrika (nach den Aegyptischen Nachrichten von 1830).
Sie war vor allem an die deutschen Militair-Colonisten gerichtet, denen die britischen Regierung nach der Teilnahme am Krim-Krieg Landbesitz in der Region gegeben hatte. In der ersten Ausgabe gab es unter anderem den Beginn einer Einführung in die Landeskunde und erste Vokabeln aus der einheimischen Kaffern-Sprache.
Die Zeitschrift erschien wöchentlich.
Seit Anfang 1858 wurde  sie als Anglo-Germania in englischer und deutscher Sprache wöchentlich weitergeführt. Vom 3. März 1858 ist die letzte Ausgabe bekannt. Seit dem 1. Juni 1858  gab es stattdessen den Deutschen Beobachter in Süd-Africa in King Williams Town.